# Торфоутворення
Торфоутворення (Оторфеніння) — розповсюджений у природі процес. Протікає при великий вологості, спочатку при недостатньому доступі кисню повітря, а потім — при майже повній ізоляції від нього. В початковій стадії процес оторфеніння подібний з гниттям, а надалі він має специфічні особливості: внаслідок перекриття рослинних залишків, що нагромадилися, більш-менш товстим шаром води припиняється доступ повітря до них, а на їхній поверхні знову розвивається багата рослинність, що утворює, у свою чергу шар, що ізолює від повітря. Окисні процеси під цим шаром тривають як з виділенням Н2О і СО, так і з утворенням твердого залишку (болотного торфу), але вони дуже уповільнені, і джерелом необхідного для цього кисню є, очевидно, сам перетворюваний рослинний матеріал.
Процес оторфеніння, як і гниття, зводиться в основному до підвищення відносного вмісту вуглецю в гумусових твердих продуктах, які можуть накопичуватися у великих кількостях.